# 克里尼奇基 (克里若皮利區)
48°24′47″N 28°44′34″E / 48.41306°N 28.74278°E
克里尼奇基（烏克蘭語：Кринички），是烏克蘭的村落，位於該國西南部文尼察州，由圖利欽區負責管轄，始建於1800年，面積0.56平方公里，海拔高度235米，2001年人口111，人口密度每平方公里200人。